# Hanchinal S.Sulekhan, Jevargi
Hanchinal S.Sulekhan là một làng thuộc tehsil Jevargi, huyện Gulbarga, bang Karnataka, Ấn Độ.